# Al'Togo

Al’Togo est une série de bande dessinée policière française écrite par Jean-David Morvan et dessinée par  Sylvain Savoia. Ses cinq volumes ont été publiés entre 2003 et 2010 par Dargaud.

## Synopsis
L'inspecteur de police français, Albertus M’Natogo, reçoit une promotion : il intègre l'europolice, un corps de policiers qui ont compétence dans les opérations anticriminelles internationales. Sur le chemin qui le mène de Paris à Bruxelles, siège de l'europolice, il est témoin du comportement étrange d'un diplomate suédois.

## Personnages
- Al’Togo (Albertus M’Natogo dit): membre français de l'EO6. Son identité est loin d'être certaine, il semble que le véritable Al’Togo soit sur un lit d'hôpital et que le personnage que l'on suive ait pris sa place, pour des raisons encore mystérieuses. Il ne semble pas comprendre les avances de Judith, mais la présence d'une femme et d'un enfant auxquels il tient à Paris pourraient être la raison de sa cécité. Il semble avoir quelques difficultés à se faire à la vie bruxelloise et à ses subtilités, ainsi qu'à réellement trouver sa place au sein du groupe.
- Zloty (Zlotan dit): Chef de l'EO6. Polonais d'origine, il a survécu de petites rapines étant enfant. C'est de là que lui est venu son surnom, tiré de la monnaie polonaise de l'époque. Capturé, il a été envoyé dans un centre de redressement, où son intelligence et ses capacités physiques l'ont fait remarquer. Il a alors été recruté par l'armée et envoyé comme agent dormant en Allemagne de l'Ouest. À la chute du mur de Berlin, il a su profiter des opportunités qui lui étaient offertes pour grimper à la tête de l'unité EO6. Personnage un peu caricatural du chef bourru au grand cœur.
- Judith Van Ooveren: membre Belge de l'EO6. Binôme d'Al lors des différentes opérations, elle n'a de cesse de tenter de le séduire, sans grand succès: lorsque celui-ci ne fait pas semblant de ne pas comprendre, c'est Zloty qui lui met des batons dans les roues. Elle ne désespère pas d'y arriver un jour. Toujours enjouée, elle est sans doute celle qui apporte la bonne humeur au groupe.
- Puerez (nom inconnu): membre Portugais de l'EO6. Personnage relativement cynique, il assiste avec amusement (et encourage) les tentatives de drague de Judith sur Al'. Joue de son homosexualité occasionnellement (par exemple en installant une caméra dans la douche des hommes et rassurant les femmes sur l'absence d'une caméra identique dans leur douche: "quel intérêt aurais-je à faire ça?")
- Lisa Capoli (nationalité inconnue): personnage assez discret, c'est la deuxième femme de l'équipe. On sait juste d'elle que son mari a du mal à supporter ses incessants déplacements.
- Knud Snejberg (nationalité inconnue): personnage le moins connu de l'EO6, du fait de son absence de réel dialogue avec Al'Togo. Est grièvement blessé dans l'album 4 et apparait en fauteuil roulant dans le tome 5.
- Fourrier (commissaire): policier Français, il salue Al'togo au début du premier album avec un mystérieux "essaye de réussir pour lui". Il le contactera dans le troisième album pour lui annoncer de façon non moins mystérieuse que "Albertus est sorti du coma"

## Albums
- Al’Togo, Dargaud :

1. 297 km, 2003  (ISBN 2-87129-502-6)[2].
2. Midi - Zuid, 2004  (ISBN 2-87129-595-6)
3. Tajna Policja, 2005  (ISBN 2-87129-737-1)[3].
4. SMS Republik, 2008  (ISBN 978-2-505-00065-5).
5. Cissié M'Natogo, 2010  (ISBN 978-2-505-00467-7).

- Al’Togo (intégrale), Dargaud, 2012  (ISBN 978-2-505-01381-5).